# Mary Jane Richards

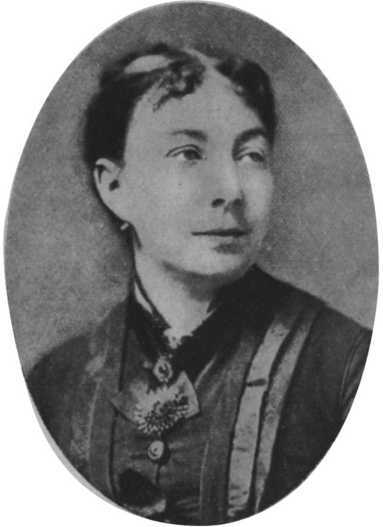
Mary Jane „Polly“ Richards, um 1880

Mary Jane „Polly“ Richards (geboren 1843; gestorben im November 1904 in Bradford), geborene Blair, war eine britische Theaterschauspielerin und die Mutter des Schriftstellers Edgar Wallace.

## Biografie
Über die Biografie von Mary Jane Richards liegen nur wenige Angaben vor. Sie wurde als Marie Jane Blair geboren und erhielt den Spitznamen „Polly“. Sie heiratete einen Seemann, der als Kapitän Richards überliefert ist, und wurde von diesem schwanger, bevor er wieder zur See fuhr und nicht mehr zurückkehrte. Aus dieser Beziehung ging ihre Tochter Josephine Richards hervor.
Mary Jane trat der Theatergruppe um die Schauspielerin Alice Marriott in Liverpool bei, wo sie selbst als Schauspielerin arbeitete. Während dieser Anstellung hatte sie eine Affäre mit Marriotts Sohn Richard Horatio Marriott Edgar und wurde von diesem schwanger. Sie verschwieg die Affäre und die Schwangerschaft und brachte ihren Sohn allein mit der Hilfe einer Hebamme in der Asburnham Grove in Greenwich zur Welt. Dort ließ sie ihn zur Taufe als Sohn von „Walter Wallace“, der wahrscheinlich nicht existierte, als Richard Horatio Edgar Wallace registrieren.
Unmittelbar nach der Geburt wurde der Sohn auf Vermittlung der Hebamme und gegen Bezahlung von dem Londoner Fischhändler George Freeman und dessen Frau zur Betreuung aufgenommen und bekam den Namen Richard Horatio Edgar Freeman, abgekürzt zu Dick Freeman. Mary Jane ging zurück zur Theatergruppe.
Als Mary Jane im Alter erkrankte, kam sie 1904 zu Edgar Wallace und bat ihn um finanzielle Unterstützung. Er verweigerte diese mit der Begründung, sie habe sich nach seiner Geburt nicht um ihn gekümmert. Sie starb kurz darauf im Armenhaus in Bradford.

## Belege
1. 1 2 3 4  „Richards, Marie.“ In: Joachim Kramp, Jürgen Wehnert: Das Edgar Wallace Lexikon. Leben, Werk, Filme. Es ist unmöglich, von Edgar Wallace nicht gefesselt zu sein! Verlag Schwarzkopf & Schwarzkopf, Berlin 2004; S. 531. ISBN 3-89602-508-2.
2. 1 2  „Die Wurzeln“ aus Margaret Lane: Edgar Wallace - Das Leben eines Phänomens. London 1938; deutsche Übersetzung von Wilm Wolfgang Elwenspoek, Krüger, Hamburg 1966; Auszüge in: Edgar Wallace Almanach. Wilhelm Goldmann Verlag, München 1982; S. 23–37. ISBN 3-442-00083-1.